# أسل تركستاني
أسل تركستاني (الاسم العلمي: Juncus turkestanicus) نوع نباتي يتبع جنس الأسل وينتمي إلى الفصيلة الأسلية.